# Christos Zacharakis
Christos Zacharakis (n. 28 iulie 1939, Atena, Regatul Greciei – d. 3 decembrie 2023) a fost un om politic grec, membru al Parlamentului European în perioada 1999-2004 din partea Greciei. 